# Бенц Виктория
Вижте пояснителната страница за други значения на Виктория.
Benz Victoria е четириколесен автомобил тип „карета“, разработен от немския инженер Карл Бенц през 1893 г. Автомобилът заменя предишната разработка на конструктора, триколесния „Benz Patent-Motorwagen“. Benz Victoria получава търговски успех и се произвежда до 1900 г.

## История
По време на разработването на първия си автомобил през 1885 г. Карл Бенц изпитва трудности при проектирането на управлението на автомобила. Този проблем е решен в началото на 1890 г. Ефективният дизайн на управление на осите е патентован (DRP 73151 от 28 февруари 1893 г.), което проправя пътя за създаването на четириколесни превозни средства.. Тогава Бенц представя два нови модела: „Benz Velo“ и „Victoria“. Последният се предлага на клиентите в два стила на каросерията: отворена двуместна и четириместна „Vis-à-Vis“ с фронтални седалки (пътниците седели един срещу друг). И двата варианта са оборудвани с хоризонтално монтиран едноцилиндров двигател с вътрешно горене с вертикален маховик.
Развитието на серийната моделна гама и производството на нови автомобили се извършва непрекъснато до края на производството през 1900 г.
Автомобил Benz Victoria с номер на модела 99, който е на почти 130 години, получи стикер за успешен технически преглед от TÜV Nord през април 2023 г. за още две години.